# Cowen (Virginia Occidental)
Cowen es un pueblo ubicado en el condado de Webster en el estado estadounidense de Virginia Occidental. En el Censo de 2010 tenía una población de 541 habitantes y una densidad poblacional de 332,08 personas por km².

## Geografía
Cowen se encuentra ubicado en las coordenadas 38°24′38″N 80°33′14″O / 38.41056, -80.55389. Según la Oficina del Censo de los Estados Unidos, Cowen tiene una superficie total de 1.63 km², de la cual 1.63 km² corresponden a tierra firme y (0%) 0 km² es agua.

## Demografía
Según el censo de 2010, había 541 personas residiendo en Cowen. La densidad de población era de 332,08 hab./km². De los 541 habitantes, Cowen estaba compuesto por el 98.34% blancos, el 0% eran afroamericanos, el 0.18% eran amerindios, el 0% eran asiáticos, el 0% eran isleños del Pacífico, el 0% eran de otras razas y el 1.48% pertenecían a dos o más razas. Del total de la población el 0% eran hispanos o latinos de cualquier raza.